# Ејнер Рубио
Ејнер Аугустио Рубио Рејес (шп. Einer Augusto Rubio Reyes; 22. фебруар 1998) колумбијски је професионални бициклиста који тренутно вози за UCI ворлд тур тим — Мовистар. Каријеру је почео 2020. а исте године је возио своју прву гранд тур трку — Ђиро д’Италију.
Прву побједу остварио је на УАЕ туру 2023. након чега је у мају 2023. остварио етапну побједу на Ђиро д’Италији.